# シンシア・アティエノ
シンシア・アティエノ（Cynthia Atieno、1995年4月17日 - ）は、ケニアの女子ラグビー選手。

## プロフィール
- ケニア出身。
- 身長 172cm、体重 67kg

## 略歴
2021年、東京五輪の7人制女子ケニア代表に選ばれた。